# György Mészáros
György Mészáros (30 de abril de 1933-14 de septiembre de 2015) fue un deportista húngaro que compitió en piragüismo en la modalidad de aguas tranquilas.
Participó en dos Juegos Olímpicos de Verano en los años 1960 y 1964, obteniendo dos medallas de plata en la edición de Roma 1960. Ganó cinco medallas en el Campeonato Mundial de Piragüismo entre los años 1954 y 1971, y once medallas en el Campeonato Europeo de Piragüismo entre los años 1957 y 1965.

## Palmarés internacional
| Juegos Olímpicos   | Juegos Olímpicos       | Juegos Olímpicos  | Juegos Olímpicos |
| Año                | Lugar                  | Medalla           | Evento           |
| ------------------ | ---------------------- | ----------------- | ---------------- |
| 1960               | Roma (Italia)          | Medalla de plata  | K1 4 × 500 m     |
| 1960               | Roma (Italia)          | Medalla de plata  | K2 1000 m        |
| Campeonato Mundial |                        |                   |                  |
| Año                | Lugar                  | Medalla           | Evento           |
| 1954               | Mâcon (Francia)        | Medalla de oro    | K2 1000 m        |
| 1954               | Mâcon (Francia)        | Medalla de bronce | K4 10 000 m      |
| 1958               | Praga (Checoslovaquia) | Medalla de plata  | K1 4 × 500 m     |
| 1958               | Praga (Checoslovaquia) | Medalla de plata  | K4 1000 m        |
| 1971               | Belgrado (Yugoslavia)  | Medalla de plata  | K4 10 000 m      |
| Campeonato Europeo |                        |                   |                  |
| Año                | Lugar                  | Medalla           | Evento           |
| 1957               | Gante (Bélgica)        | Medalla de bronce | K1 4 × 500 m     |
| 1959               | Duisburgo (RFA)        | Medalla de bronce | K1 500 m         |
| 1959               | Duisburgo (RFA)        | Medalla de plata  | K1 4 × 500 m     |
| 1959               | Duisburgo (RFA)        | Medalla de oro    | K2 500 m         |
| 1959               | Duisburgo (RFA)        | Medalla de oro    | K2 1000 m        |
| 1961               | Poznań (Polonia)       | Medalla de plata  | K1 4 × 500 m     |
| 1961               | Poznań (Polonia)       | Medalla de bronce | K2 500 m         |
| 1961               | Poznań (Polonia)       | Medalla de plata  | K2 1000 m        |
| 1961               | Poznań (Polonia)       | Medalla de bronce | K4 1000 m        |
| 1965               | Bucarest (Rumania)     | Medalla de bronce | K1 4 × 500 m     |
| 1965               | Bucarest (Rumania)     | Medalla de bronce | K2 500 m         |